# 파르마 피아첸차 공국
파르마 피아첸차 공국(이탈리아어: Ducato di Parma e Piacenza, 라틴어: Ducatus Parmae et Placentiae)은 1545년에 설립된 이탈리아의 국가로 이탈리아 북부, 현재의 에밀리아로마냐 지역에 위치해있었다.
원래는 교황 바오로 3세가 그의 아들 피에르 루이지 파르네세를 위해 세습 공국으로 만든 후 파르네세가의 영역이었으며, 1731년 마지막 공작인 안토니오 파르네세가 직접적인 상속인(후계자) 없이 사망할 때까지 왕조가 통치했다.
나폴레옹의 침략을 받아 프랑스에 합병되었고, 나폴레옹이 패배한 후 1814년 주권을 회복했다. 나폴레옹의 아내 마리 루이즈(마리아 루이지아)는 사망할 때까지 공작부인으로 통치했다. 파르마는 1847년 부르봉 왕가의 통치로 회복되었고, 1859년에 공국은 새로운 이탈리아 국가로 통합되면서 공식적으로 폐지되었다.

## 역사

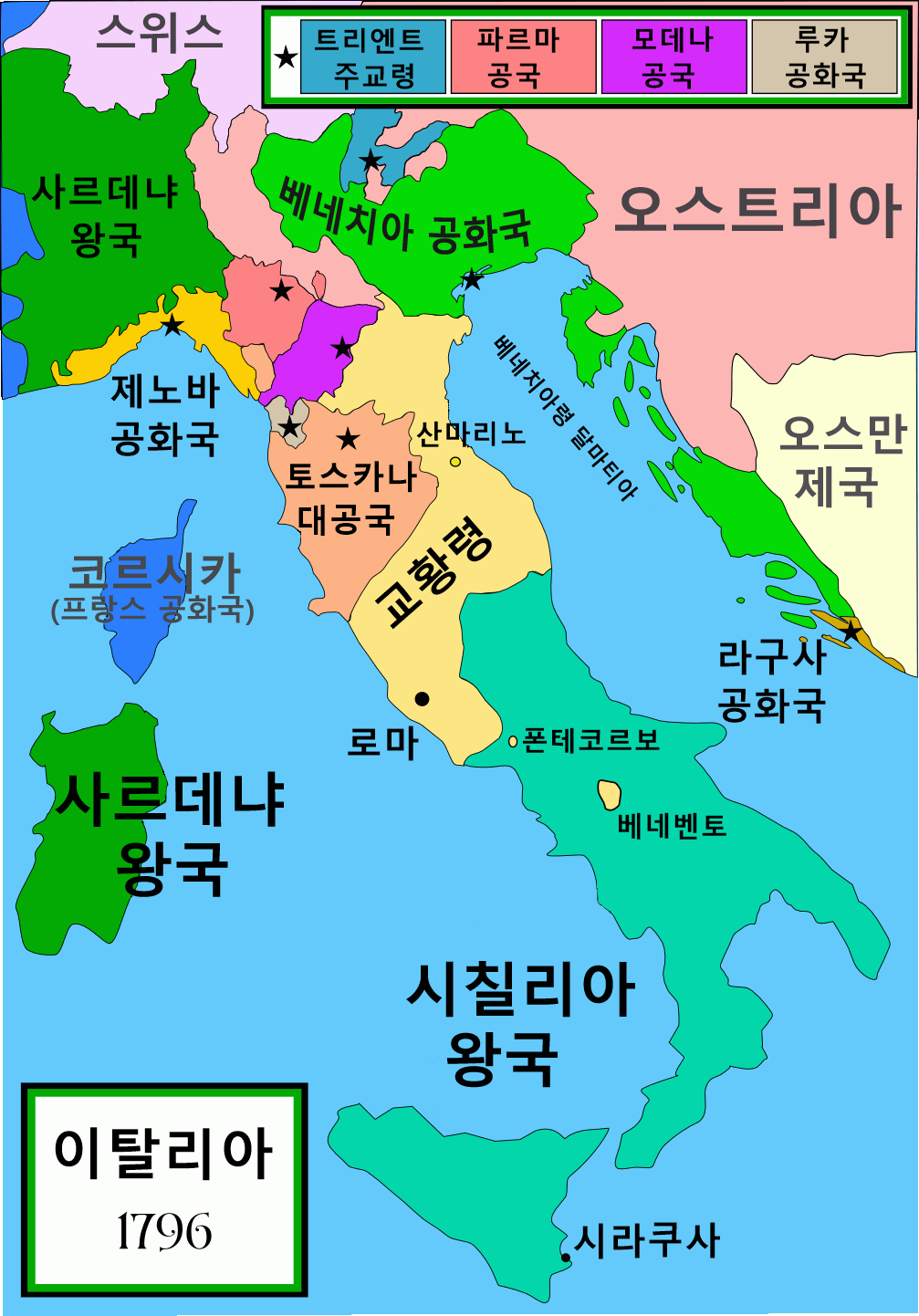
18세기 이탈리아에 있는 파르마 공국 (붉은색)

교황 바오로 3세의 사생아였던 피에르 루이지 파르네세가 아버지로부터 파르마와 피아첸차의 공작으로 임명되어 그와 그의 아들 오타비오 파르네세 시대에는 신성 로마 제국의 카를 5세, 페란테 곤차가와 대립하였다.
이후 파르네세가의 통치는 1731년까지 지속되다 부르봉 왕가의 카를로 1세에게 잠시 넘어갔다가 1735년 신성 로마 제국 황제 카를 6세와 그 장녀 마리아 테레지아의 통치를 거쳐 다시 부르봉 왕조로 넘어갔으며 1802년 프랑스 통령정부의 점령으로 일시적으로 몰락하였으나 나폴레옹 보나파르트의 패배 이후빈 회의에 따라 나폴레옹의 제2비이자 프란츠 1세의 장녀인 마리 루이즈의 통치(1814-1847)을 거쳐 부르봉 왕조로 넘어가 1860년 토스카나 대공국 등과 함께 "중부 이탈리아 연합"(United Provinces of Central Italy)을 구성하였고, 곧 사르데냐 왕국에 합병된다.
이후 사르데냐 왕국이 이탈리아 왕국으로 거듭나자 이에 속하게 되었다.

## 같이 보기
- 구아스탈라 백국
- 이탈리아의 역사적 국가
- 파르네세가
- 보르보네파르마가
- 파르마 공작 목록
- 폴린 보나파르트